# Ichirō Ozawa
Ichirō Ozawa (小沢 一郎 Ozawa Ichirō?, nacido el 24 de mayo de 1942) es un político japonés. Ha sido miembro de la Cámara de Representantes desde 1969, fue secretario jefe del Partido Liberal Democrático (PLD) pero luego renunció al partido. Fue presidente del Partido Democrático de Japón desde 2006 hasta 2009, en donde renunció luego de ser acusado por un escándalo de fondos, luego fue secretario general del partido desde 2009 hasta 2010, luego de la renuncia del primer ministro Yukio Hatoyama a los cargos de líder del partido y del país.

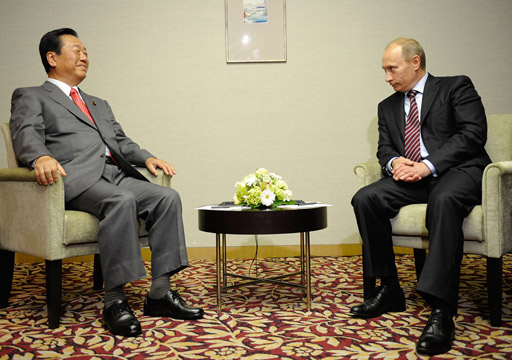
Ichirō Ozawa y Vladímir Putin (2009)

Ozawa es considerado uno de los políticos más influyentes del país. El 31 de enero de 2011 se le formularon cargos por evasión fiscal sobre unos terrenos en Tokio, valorados en casi 400 millones de yenes.